# Ашшур-бел-кала
Ашшур-бел-кала (букв. «Ашшур владика всесвіту») — цар Ассирії, правив приблизно в 1074-1056 до н. е.. Син Тіглатпаласара I. Після завзятої боротьби з братом Ашаред-апал-Екуром зумів заволодіти престолом.
| Середньоассирійський період  |                                      |                          |
| Попередник: Ашаред-апал-Екур | цар Ассирії бл. 1074 — 1056 до н. е. | Наступник: Еріба-Адад II |